# Tapio Rautavaara
Kaj Tapio „Tapsa“ Rautavaara (8. března 1915 Severní Pirkkala – 25. září 1979 Helsinky) byl finský zpěvák, sportovec a filmový herec.
Rautavaara je jeden z nejoblíbenějších zpěváků ve Finsku a je označován za mistra zpěvu. Jeho hlas byl hluboký, smutný a melancholický. Nejznámější písně, které Rautavaara nazpíval jsou mimo jiné Reppu ja reissumies, Päivänsäde ja menninkäinen, Sininen uni ja Yölinjalla. V jeho podání se staly známými mnohé texty Reina Helismaaho a skladby Toiva Kärkiho.
Rautavaara v Londýně roku 1948 vyhrál olympijský závod v hodu oštěpem. Na Mistrovství Evropy v atletice 1946 v Oslu získal v téže disciplíně bronzovou medaili. Pětkrát se také stal mistrem Finska.
V roce 1958 se stal mistrem světa v lukostřelbě družstev. Finským mistrem se v soutěži jednotlivců stal v letech 1955 a 1956.
Rautavaara hrál v letech 1945–1970 dohromady v 22 filmech. Jeho herecká práce zůstala ve stínu jeho zpěvecké kariéry, i když jeho filmy byly ve své době oblíbené.